# Особняк Н. К. Боля — К. А. Гутхейля
Особняк Н. К. Бо́ля — К. А. Гу́тхейля — историческое здание в Денежном переулке, памятник архитектуры регионального значения.

## История
С начала XVII века район нынешнего Денежного переулка застраивался одноэтажными городскими усадьбами. После пожара 1812 года на месте сгоревших зданий развернулось активное строительство. Городская комиссия выпустила альбомы образцовых проектов зданий с чётким регламентом архитектуры фасадов. Деревянные дома разрешалось строить не выше одного этажа — отсюда пошла мода на мезонины и антресоли. В 1839-м на месте особняка Гутхейля был построен небольшой ампирный особняк. Здание было деревянным, но установлено на кирпичный фундамент.
В 1887-м здание было перестроено под руководством архитектора Владимира Петровича Гаврилова. На старом фундаменте был надстроен каменный дом в стиле модерн с элементами классицизма. Над центральным входом расположили мезонин с декоративным балконом. Сначала особняк принадлежал купцу Н. К. Болю, в 1892 году здание приобрёл Карл Александрович Гутхейль. Он владел крупнейшим в дореволюционной России нотно-музыкальным издательством и был первым, кто предложил выпустить оперу «Алеко» Сергея Рахманинова. Композитор дружил с Гутхейлем и часто бывал в его доме в Денежном переулке.
После революции особняк был национализирован. В здании располагалась организация «Новая Москва», позднее — коммунальные квартиры. В конце 1980-х здание передали МИД РСФСР, тогда был проведён первый ремонт. К 2009 году здание значительно обветшало и находилось в аварийном состоянии.
В 2016—2017 годах была проведена полноценная реставрация здания. В ходе работ отремонтировали кровлю, восстановили фасады и отделку интерьеров, провели электричество и установили современную систему вентиляции. Реставрацию проводили за счёт инвесторов — после окончания ремонта в здании открылась клиника эстетической медицины.